# Hymenophyllum wrightii
Hymenophyllum wrightii är en hinnbräkenväxtart som beskrevs av V. d. Bosch. Hymenophyllum wrightii ingår i släktet Hymenophyllum och familjen Hymenophyllaceae. Inga underarter finns listade.